# Vieux mur ligure
Le Vieux mur ligure, ou présumé ligure, est un vestige d’un ouvrage de pierres datant probablement de la fin de l'Âge du fer. Il est situé dans la partie sommitale du jardin du monastère de Cimiez, à Nice, en bordure de l’ancien oppidum de Cemenelum (nom antique de Cimiez).

## Ligures
À l'Âge du fer, les populations locales, appelées Ligures par les auteurs antiques, occupent des oppidums implantés sur les hauteurs surplombant le littoral niçois.

## Description
À l'est de l’ancien oppidum de Cemenelum (antique Cimiez), des fragments de ses anciennes enceintes se trouvent englobés dans divers appareillages de maçonnerie d'un mur renforçant l’escarpement rocheux. L'absence de signalétique empêche toute compréhension de ce site. 

## Fouilles
De 2012 à 2014, des fouilles archéologiques sont effectuées chaque été sur le site de l'oppidum, dit du « Bois sacré », dans l'actuel jardin du monastère de Cimiez,,.

## Protection
Le mur a été inscrit au titre des monuments historiques le 28 mars 1929.